# The Goodies (serie televisiva)
The Goodies era una serie televisiva comica britannica degli anni settanta e dei primi anni ottanta. La serie, il quale combinava sketch surreali e situation comedy, venne trasmessa sulla BBC dal 1970 al 1980 e sulla ITV dal 1981 al 1982.
Gli ideatori e interpreti della serie erano Tim Brooke-Taylor, Graeme Garden e Bill Oddie, ovvero i The Goodies. Bill Oddie scrisse anche le musiche per la serie, mentre la sigla fu scritta da Oddie e Michael Gibbs. I direttori/produttori della serie erano John Howard Davies, Jim Franklin e Bob Spiers.
Un titolo che era stato anticipato in considerazione per la serie fu Narrow Your Mind (a seguito di Broaden Your Mind) e precedentemente il titolo era Super Chaps Three.

## Struttura basilare della serie
La struttura basilare della serie girava intorno al trio, sempre a corto di soldi, offrendosi a noleggio, con lo slogan "We Do Anything, Anytime" ("Facciamo qualsiasi cosa, in ogni momento"), per svolgere ogni sorta di ridicole me generalmente benevoli mansioni. Sotto questo vago pretesto, lo show esplorava ogni sorta di strani scenari per un potenziale comico. Molti episodi parodiavano eventi correnti, per esempio in un episodio dove la popolazione nera del Sudafrica emigra in Gran Bretagna per sfuggire all'apartheid. Poiché questo significa che i bianchi sudafricani non hanno più nessuno da sfruttare e opprimere, introducono un nuovo sistema chiamato "apart-height", dove poche persone (Bill e un certo numero di fantini) sono discriminate.
Altre storie erano più astrattamente filosofiche, come ad esempio in un episodio in cui il trio spende la vigilia di Natale insieme in attesa della fine del Mondo da un precedente ordinamento dei governi del mondo. L'episodio "Vigilia di Natale", intitolato Earthanasia, era uno di due episodi ambientati interamente in una sola stanza. L'altro episodio, The End, accadde quando accidentalmente Garden ebbe il suo ufficio racchiuso in un enorme blocco di calcestruzzo. Questi episodi vennero fatti quando l'intero budget per la stagione venne esaurito, costringendo il trio di elaborare un copione girato interamente sul set che si basava esclusivamente sulla interazione tra personaggi. Questi episodi "claustrofobici" spesso funzionavano molto bene.

## Premi
Un episodio speciale, che si basava su un episodio originale dei Goodies intitolato Kitten Kong del 1971, venne chiamato "Kitten Kong: Montreux '72 Edition", e trasmesso per la prima volta nel 1972. I Goodies vinsero il Silver Rose nel 1972 per questo episodio al Festival Rose d'Or, tenutosi a Montreux, Svizzera.
I Goodies vinsero anche un Silver Rose nel 1975 per l'episodio The Movies.

## Personaggi e tecniche di produzione
Lo show comprendeva un estensivo uso dello slapstick, spesso eseguiti usando il time lapse, sebbene il budget limitato, come quando hanno costruito una stazione ferroviaria insieme, e si svegliarono il mattino dopo per poi scoprire che il materiale da costruzione aveva preso vita, e stavano ringhiando e combattendo come dinosauri.
Altri episodi comprendevano parodie di musica pop contemporanea composte da Oddie, alcuni dei quali andarono a notevole successo commerciale nelle classifiche britanniche, tra cui il singolo Funky Gibbons.
I personaggi erano basati intorno ai personaggi di Garden, un brillante ma bizzarro "scienziato pazzo", Brooke-Taylor come un conservatore, vano, sessualmente represso monarchico della classe elevata, e Oddie come un trasandato, occasionalmente violento, ribelle di sinistra del Lancashire. Il gruppo suggeriva che i personaggi di Graeme, Tim e Bill rappresentavano il Liberale, il Conservatore e il Laburista delle ali politiche, o gli stereotipi della classe media, della classe alta e della classe operaia. I personaggi erano interpretati fino ai loro stereotipi, ma non erano necessariamente basati sull'attore che interpretava il personaggio, anche se gli attori interpretavano i personaggi con i loro nomi, e ebbero alcune caratteristiche minori in comune. In realtà, Garden è un medico, Brooke-Taylor non è del tutto conservatore e Oddie è un pacifista, ornitologo e ambientalista.
In alcuni episodi, i Goodies, oltre a interpretare i loro personaggi, interpretavano anche altri personaggi in alcune puntate, per esempio nell'episodio 2001 and a Bit, dove interpretavano anche i loro "figli".

## Episodi
| Stagione         | Episodi | Prima TV originale | Prima TV Italia |
| ---------------- | ------- | ------------------ | --------------- |
| Prima stagione   | 7       | 1970               |                 |
| Seconda stagione | 13      | 1971-1972          |                 |
| Terza stagione   | 7       | 1973               |                 |
| Quarta stagione  | 7       | 1973-1974          |                 |
| Quinta stagione  | 14      | 1975               |                 |
| Sesta Stagione   | 7       | 1976               |                 |
| Settima stagione | 6       | 1977               |                 |
| Ottava stagione  | 6       | 1980               |                 |
| Nona stagione    | 7       | 1982               |                 |

## Episodi perduti
Un solo episodio è attualmente perduto dagli archivi della BBC.